# Lista di asteroidi (700001-701000)
Di seguito una lista di asteroidi dal numero 700001  al 701000 con data di scoperta e scopritore.

## 700001–700100
| Nome   | Designazione provvisoria | Data di scoperta  | Scopritore                 |
| ------ | ------------------------ | ----------------- | -------------------------- |
| 700001 | 1995 BE15                | 31 gennaio 1995   | Spacewatch                 |
| 700002 | 1995 DW7                 | 24 febbraio 1995  | Spacewatch                 |
| 700003 | 1995 GV1                 | 1 aprile 1995     | Spacewatch                 |
| 700004 | 1995 OW15                | 30 luglio 1995    | Spacewatch                 |
| 700005 | 1995 OV18                | 20 giugno 2013    | Pan-STARRS                 |
| 700006 | 1995 QK7                 | 25 agosto 1995    | Spacewatch                 |
| 700007 | 1995 QU15                | 31 agosto 1995    | Spacewatch                 |
| 700008 | 1995 SB14                | 18 settembre 1995 | Spacewatch                 |
| 700009 | 1995 SU46                | 26 settembre 1995 | Spacewatch                 |
| 700010 | 1995 SC56                | 22 settembre 1995 | Spacewatch                 |
| 700011 | 1995 SP60                | 25 settembre 1995 | Spacewatch                 |
| 700012 | 1995 SL75                | 20 settembre 1995 | Spacewatch                 |
| 700013 | 1995 SK84                | 25 settembre 1995 | Spacewatch                 |
| 700014 | 1995 SK86                | 4 marzo 1997      | Spacewatch                 |
| 700015 | 1995 TP11                | 15 ottobre 1995   | Spacewatch                 |
| 700016 | 1995 UL42                | 24 ottobre 1995   | Spacewatch                 |
| 700017 | 1995 UE60                | 25 luglio 2014    | Pan-STARRS                 |
| 700018 | 1995 UY60                | 24 ottobre 1995   | Spacewatch                 |
| 700019 | 1995 UD80                | 24 ottobre 1995   | Spacewatch                 |
| 700020 | 1995 WC15                | 17 novembre 1995  | Spacewatch                 |
| 700021 | 1995 XL4                 | 14 dicembre 1995  | Spacewatch                 |
| 700022 | 1996 AJ19                | 15 gennaio 1996   | Spacewatch                 |
| 700023 | 1996 AO19                | 15 gennaio 1996   | Spacewatch                 |
| 700024 | 1996 BZ5                 | 12 gennaio 1996   | Spacewatch                 |
| 700025 | 1996 CS3                 | 10 febbraio 1996  | Spacewatch                 |
| 700026 | 1996 EO5                 | 11 marzo 1996     | Spacewatch                 |
| 700027 | 1996 JW15                | 15 maggio 1996    | Spacewatch                 |
| 700028 | 1996 RM10                | 8 settembre 1996  | Spacewatch                 |
| 700029 | 1996 RZ14                | 11 settembre 1996 | Spacewatch                 |
| 700030 | 1996 RD17                | 13 settembre 1996 | Spacewatch                 |
| 700031 | 1996 TZ27                | 7 ottobre 1996    | Spacewatch                 |
| 700032 | 1996 TU30                | 8 ottobre 1996    | Spacewatch                 |
| 700033 | 1996 VP13                | 5 novembre 1996   | Spacewatch                 |
| 700034 | 1996 VY19                | 8 novembre 1996   | Spacewatch                 |
| 700035 | 1996 VE26                | 10 novembre 1996  | Spacewatch                 |
| 700036 | 1996 VO26                | 11 novembre 1996  | Spacewatch                 |
| 700037 | 1996 VX34                | 8 novembre 1996   | Spacewatch                 |
| 700038 | 1996 VE42                | 17 novembre 2004  | CINEOS                     |
| 700039 | 1996 VH42                | 23 gennaio 2015   | Pan-STARRS                 |
| 700040 | 1997 AZ11                | 9 gennaio 1997    | Spacewatch                 |
| 700041 | 1997 CJ24                | 9 febbraio 1997   | Spacewatch                 |
| 700042 | 1997 GK2                 | 7 aprile 1997     | Spacewatch                 |
| 700043 | 1997 KP4                 | 30 maggio 1997    | Spacewatch                 |
| 700044 | 1997 NF6                 | 10 luglio 1997    | Spacewatch                 |
| 700045 | 1997 SB7                 | 23 settembre 1997 | Spacewatch                 |
| 700046 | 1997 SW11                | 27 settembre 1997 | Spacewatch                 |
| 700047 | 1997 TD20                | 3 ottobre 1997    | Spacewatch                 |
| 700048 | 1997 TA23                | 6 ottobre 1997    | Spacewatch                 |
| 700049 | 1997 UN13                | 23 ottobre 1997   | Spacewatch                 |
| 700050 | 1997 UV15                | 23 ottobre 1997   | Spacewatch                 |
| 700051 | 1997 UX15                | 23 ottobre 1997   | Spacewatch                 |
| 700052 | 1997 UF23                | 27 ottobre 1997   | B. A. Skiff                |
| 700053 | 1997 XR14                | 15 ottobre 2014   | Spacewatch                 |
| 700054 | 1998 BN50                | 13 gennaio 2005   | Spacewatch                 |
| 700055 | 1998 DY27                | 23 febbraio 1998  | Spacewatch                 |
| 700056 | 1998 HJ11                | 18 aprile 1998    | Spacewatch                 |
| 700057 | 1998 HE15                | 19 aprile 1998    | Spacewatch                 |
| 700058 | 1998 HG159               | 16 giugno 2012    | Pan-STARRS                 |
| 700059 | 1998 KD11                | 3 maggio 1998     | Spacewatch                 |
| 700060 | 1998 MR                  | 17 giugno 1998    | Spacewatch                 |
| 700061 | 1998 QF112               | 13 luglio 2013    | Mount Lemmon Survey        |
| 700062 | 1998 QJ112               | 22 marzo 2014     | Mount Lemmon Survey        |
| 700063 | 1998 RL14                | 11 ottobre 2010   | Mount Lemmon Survey        |
| 700064 | 1998 SC50                | 25 settembre 1998 | Spacewatch                 |
| 700065 | 1998 SS176               | 19 settembre 1998 | SDSS Collaboration         |
| 700066 | 1998 SS177               | 25 novembre 2002  | NEAT                       |
| 700067 | 1998 SY177               | 29 aprile 2012    | Mount Lemmon Survey        |
| 700068 | 1998 SF178               | 15 aprile 2001    | Spacewatch                 |
| 700069 | 1998 SU178               | 19 settembre 2009 | Spacewatch                 |
| 700070 | 1998 SM179               | 14 luglio 2013    | Pan-STARRS                 |
| 700071 | 1998 SZ180               | 10 agosto 2007    | Spacewatch                 |
| 700072 | 1998 TU4                 | 1 ottobre 1998    | Spacewatch                 |
| 700073 | 1998 TR29                | 15 ottobre 1998   | Spacewatch                 |
| 700074 | 1998 TE36                | 20 ottobre 1998   | Spacewatch                 |
| 700075 | 1998 TV38                | 1 gennaio 2014    | Pan-STARRS                 |
| 700076 | 1998 UF13                | 14 ottobre 1998   | Spacewatch                 |
| 700077 | 1998 UF45                | 23 ottobre 1998   | Spacewatch                 |
| 700078 | 1998 WL37                | 14 novembre 1998  | Spacewatch                 |
| 700079 | 1998 WP46                | 1 novembre 2008   | Mount Lemmon Survey        |
| 700080 | 1999 AY36                | 13 gennaio 1999   | J. Anderson, C. Veillet    |
| 700081 | 1999 CH130               | 16 gennaio 1999   | Spacewatch                 |
| 700082 | 1999 EN15                | 29 marzo 2012     | Spacewatch                 |
| 700083 | 1999 ER15                | 17 marzo 2013     | Mount Lemmon Survey        |
| 700084 | 1999 FF97                | 19 marzo 1999     | Spacewatch                 |
| 700085 | 1999 FP98                | 7 maggio 2010     | Mount Lemmon Survey        |
| 700086 | 1999 FV98                | 3 dicembre 2004   | Spacewatch                 |
| 700087 | 1999 FB99                | 24 luglio 2003    | NEAT                       |
| 700088 | 1999 FP99                | 27 febbraio 2015  | Pan-STARRS                 |
| 700089 | 1999 FS99                | 29 settembre 2011 | Mount Lemmon Survey        |
| 700090 | 1999 FT100               | 20 settembre 2007 | Spacewatch                 |
| 700091 | 1999 FW100               | 18 ottobre 2004   | M. W. Buie, D. E. Trilling |
| 700092 | 1999 FZ100               | 2 gennaio 2016    | Mount Lemmon Survey        |
| 700093 | 1999 FG101               | 2 ottobre 2006    | Mount Lemmon Survey        |
| 700094 | 1999 PG4                 | 12 agosto 1999    | C. Jacques, L. Duczmal     |
| 700095 | 1999 PO9                 | 27 dicembre 2006  | Mount Lemmon Survey        |
| 700096 | 1999 RJ8                 | 4 settembre 1999  | Spacewatch                 |
| 700097 | 1999 RQ8                 | 4 settembre 1999  | Spacewatch                 |
| 700098 | 1999 RY259               | 2 dicembre 2008   | CSS                        |
| 700099 | 1999 RD260               | 14 ottobre 2010   | Mount Lemmon Survey        |
| 700100 | 1999 RH260               | 17 agosto 1999    | Spacewatch                 |

## 700101–700200
| Nome   | Designazione provvisoria | Data di scoperta  | Scopritore          |
| ------ | ------------------------ | ----------------- | ------------------- |
| 700101 | 1999 TR68                | 9 ottobre 1999    | Spacewatch          |
| 700102 | 1999 TX84                | 13 ottobre 1999   | Spacewatch          |
| 700103 | 1999 TJ87                | 15 ottobre 1999   | Spacewatch          |
| 700104 | 1999 TG239               | 4 ottobre 1999    | Spacewatch          |
| 700105 | 1999 TY305               | 5 ottobre 1999    | Spacewatch          |
| 700106 | 1999 TF307               | 3 ottobre 1999    | Spacewatch          |
| 700107 | 1999 TO314               | 11 ottobre 1999   | Spacewatch          |
| 700108 | 1999 TF318               | 12 ottobre 1999   | Spacewatch          |
| 700109 | 1999 TA328               | 2 ottobre 1999    | CSS                 |
| 700110 | 1999 TC338               | 25 settembre 2006 | Mount Lemmon Survey |
| 700111 | 1999 TE338               | 9 ottobre 1999    | Spacewatch          |
| 700112 | 1999 TQ338               | 10 dicembre 2009  | Mount Lemmon Survey |
| 700113 | 1999 TE339               | 17 settembre 2010 | Mount Lemmon Survey |
| 700114 | 1999 TY339               | 13 ottobre 2016   | Pan-STARRS          |
| 700115 | 1999 TP340               | 13 settembre 2013 | Spacewatch          |
| 700116 | 1999 TX340               | 18 gennaio 2004   | Spacewatch          |
| 700117 | 1999 TA341               | 18 settembre 2010 | Mount Lemmon Survey |
| 700118 | 1999 TQ341               | 20 gennaio 2017   | Pan-STARRS          |
| 700119 | 1999 TT341               | 7 settembre 2004  | Spacewatch          |
| 700120 | 1999 TF342               | 30 agosto 2014    | Mount Lemmon Survey |
| 700121 | 1999 TM342               | 8 gennaio 2009    | Spacewatch          |
| 700122 | 1999 TN342               | 2 agosto 2011     | Pan-STARRS          |
| 700123 | 1999 TK343               | 6 ottobre 1999    | Spacewatch          |
| 700124 | 1999 UJ59                | 31 ottobre 1999   | Spacewatch          |
| 700125 | 1999 UF65                | 11 ottobre 1999   | Spacewatch          |
| 700126 | 1999 UK65                | 9 febbraio 2008   | Mount Lemmon Survey |
| 700127 | 1999 UV65                | 31 marzo 2009     | Mount Lemmon Survey |
| 700128 | 1999 UW66                | 19 ottobre 1999   | Spacewatch          |
| 700129 | 1999 VU75                | 5 novembre 1999   | Spacewatch          |
| 700130 | 1999 VZ119               | 3 novembre 1999   | Spacewatch          |
| 700131 | 1999 VW130               | 9 novembre 1999   | Spacewatch          |
| 700132 | 1999 VW207               | 9 novembre 1999   | Spacewatch          |
| 700133 | 1999 VE217               | 4 novembre 1999   | Spacewatch          |
| 700134 | 1999 VY221               | 3 novembre 1999   | Spacewatch          |
| 700135 | 1999 VJ232               | 26 settembre 2006 | Mount Lemmon Survey |
| 700136 | 1999 VK232               | 27 ottobre 2014   | Pan-STARRS          |
| 700137 | 1999 VQ232               | 10 novembre 2016  | Pan-STARRS          |
| 700138 | 1999 VS232               | 9 ottobre 2012    | Pan-STARRS          |
| 700139 | 1999 VV232               | 20 settembre 2003 | Spacewatch          |
| 700140 | 1999 VW232               | 31 ottobre 2010   | Mount Lemmon Survey |
| 700141 | 1999 WK25                | 29 novembre 1999  | Spacewatch          |
| 700142 | 1999 WH28                | 11 giugno 2015    | Pan-STARRS          |
| 700143 | 1999 WW28                | 10 settembre 2010 | Spacewatch          |
| 700144 | 1999 WX28                | 6 dicembre 2015   | Pan-STARRS          |
| 700145 | 1999 WA29                | 20 maggio 2014    | Pan-STARRS          |
| 700146 | 1999 XN2                 | 3 dicembre 1999   | Spacewatch          |
| 700147 | 1999 XW149               | 8 dicembre 1999   | Spacewatch          |
| 700148 | 1999 XE228               | 5 dicembre 1999   | Spacewatch          |
| 700149 | 1999 XK253               | 12 dicembre 1999  | Spacewatch          |
| 700150 | 1999 XX265               | 6 dicembre 1999   | Spacewatch          |
| 700151 | 1999 XD266               | 21 aprile 2014    | Mount Lemmon Survey |
| 700152 | 1999 XH266               | 23 luglio 2015    | Pan-STARRS          |
| 700153 | 1999 YD2                 | 20 dicembre 1995  | Spacewatch          |
| 700154 | 1999 YD16                | 31 dicembre 1999  | Spacewatch          |
| 700155 | 2000 AO217               | 3 gennaio 2000    | Spacewatch          |
| 700156 | 2000 AA220               | 31 dicembre 1999  | Spacewatch          |
| 700157 | 2000 AO226               | 12 gennaio 2000   | Spacewatch          |
| 700158 | 2000 AM258               | 11 gennaio 2000   | Spacewatch          |
| 700159 | 2000 AP258               | 17 dicembre 1999  | Spacewatch          |
| 700160 | 2000 AS258               | 17 gennaio 2007   | Spacewatch          |
| 700161 | 2000 AL259               | 16 dicembre 2009  | Mount Lemmon Survey |
| 700162 | 2000 BG39                | 27 gennaio 2000   | Spacewatch          |
| 700163 | 2000 BR50                | 16 gennaio 2000   | Spacewatch          |
| 700164 | 2000 BH53                | 23 maggio 2014    | Pan-STARRS          |
| 700165 | 2000 CF72                | 7 febbraio 2000   | Spacewatch          |
| 700166 | 2000 CC106               | 7 febbraio 2000   | Spacewatch          |
| 700167 | 2000 CD106               | 7 febbraio 2000   | Spacewatch          |
| 700168 | 2000 CE127               | 1 febbraio 2000   | Spacewatch          |
| 700169 | 2000 CX129               | 3 febbraio 2000   | Spacewatch          |
| 700170 | 2000 CR130               | 1 febbraio 2000   | Spacewatch          |
| 700171 | 2000 CZ132               | 4 febbraio 2000   | Spacewatch          |
| 700172 | 2000 CR137               | 4 febbraio 2000   | Spacewatch          |
| 700173 | 2000 CD142               | 3 febbraio 2000   | LINEAR              |
| 700174 | 2000 CL144               | 6 febbraio 2000   | Spacewatch          |
| 700175 | 2000 CB154               | 23 settembre 2008 | Spacewatch          |
| 700176 | 2000 CC154               | 8 febbraio 2013   | PMO NEO             |
| 700177 | 2000 CW154               | 26 gennaio 2017   | Pan-STARRS          |
| 700178 | 2000 CK155               | 6 febbraio 2013   | Spacewatch          |
| 700179 | 2000 CR155               | 19 maggio 2014    | Pan-STARRS          |
| 700180 | 2000 CV155               | 8 febbraio 2011   | Mount Lemmon Survey |
| 700181 | 2000 CU156               | 12 marzo 2011     | Mount Lemmon Survey |
| 700182 | 2000 CE157               | 14 luglio 2013    | Pan-STARRS          |
| 700183 | 2000 DO118               | 26 luglio 2017    | Pan-STARRS          |
| 700184 | 2000 ED22                | 2 marzo 2000      | Spacewatch          |
| 700185 | 2000 ET51                | 3 marzo 2000      | Spacewatch          |
| 700186 | 2000 EQ71                | 9 marzo 2000      | Spacewatch          |
| 700187 | 2000 EA209               | 19 aprile 2004    | Spacewatch          |
| 700188 | 2000 EV209               | 10 gennaio 2007   | Mount Lemmon Survey |
| 700189 | 2000 EN210               | 28 ottobre 2002   | NEAT                |
| 700190 | 2000 EO210               | 14 luglio 2013    | Pan-STARRS          |
| 700191 | 2000 ER210               | 23 settembre 2008 | Spacewatch          |
| 700192 | 2000 ED211               | 24 febbraio 2017  | Mount Lemmon Survey |
| 700193 | 2000 EF211               | 25 febbraio 2017  | Pan-STARRS          |
| 700194 | 2000 EM211               | 12 febbraio 2011  | Mount Lemmon Survey |
| 700195 | 2000 ES211               | 14 novembre 2007  | Spacewatch          |
| 700196 | 2000 EB212               | 20 marzo 2014     | Mount Lemmon Survey |
| 700197 | 2000 FM64                | 29 marzo 2000     | Spacewatch          |
| 700198 | 2000 FU64                | 30 marzo 2000     | Spacewatch          |
| 700199 | 2000 GX120               | 23 dicembre 2006  | Mount Lemmon Survey |
| 700200 | 2000 GX184               | 11 maggio 2015    | Mount Lemmon Survey |

## 700201–700300
| Nome   | Designazione provvisoria | Data di scoperta  | Scopritore                              |
| ------ | ------------------------ | ----------------- | --------------------------------------- |
| 700201 | 2000 HT1                 | 25 aprile 2000    | Spacewatch                              |
| 700202 | 2000 HE2                 | 25 aprile 2000    | Spacewatch                              |
| 700203 | 2000 HB17                | 24 aprile 2000    | Spacewatch                              |
| 700204 | 2000 HZ100               | 25 aprile 2000    | Spacewatch                              |
| 700205 | 2000 HC106               | 17 settembre 2012 | Mount Lemmon Survey                     |
| 700206 | 2000 JC8                 | 27 aprile 2000    | Spacewatch                              |
| 700207 | 2000 JB95                | 14 giugno 2010    | Mount Lemmon Survey                     |
| 700208 | 2000 JJ95                | 11 settembre 2007 | Mount Lemmon Survey                     |
| 700209 | 2000 JV97                | 12 luglio 2018    | Pan-STARRS                              |
| 700210 | 2000 JA98                | 24 aprile 2006    | Spacewatch                              |
| 700211 | 2000 KL57                | 24 maggio 2000    | Spacewatch                              |
| 700212 | 2000 KL84                | 31 maggio 2000    | D. Davis, S. Howell                     |
| 700213 | 2000 MJ7                 | 30 giugno 2000    | Osservatorio di La Silla                |
| 700214 | 2000 MS7                 | 5 ottobre 2013    | Pan-STARRS                              |
| 700215 | 2000 OB71                | 31 luglio 2000    | M. W. Buie, S. D. Kern                  |
| 700216 | 2000 ON73                | 27 agosto 2014    | Pan-STARRS                              |
| 700217 | 2000 OS73                | 31 luglio 2000    | M. W. Buie, S. D. Kern                  |
| 700218 | 2000 PC33                | 20 aprile 2007    | Mount Lemmon Survey                     |
| 700219 | 2000 PJ33                | 6 agosto 2014     | Pan-STARRS                              |
| 700220 | 2000 PW33                | 23 maggio 2014    | Pan-STARRS                              |
| 700221 | 2000 QF111               | 24 agosto 2000    | LINEAR                                  |
| 700222 | 2000 QW238               | 25 agosto 2000    | R. Millis, L. H. Wasserman              |
| 700223 | 2000 QT242               | 27 agosto 2000    | R. Millis, L. H. Wasserman              |
| 700224 | 2000 QY255               | 28 novembre 2013  | Pan-STARRS                              |
| 700225 | 2000 QO256               | 2 marzo 2012      | Mount Lemmon Survey                     |
| 700226 | 2000 QW256               | 11 ottobre 2007   | Spacewatch                              |
| 700227 | 2000 QA257               | 11 ottobre 2012   | Pan-STARRS                              |
| 700228 | 2000 QH257               | 27 settembre 2000 | Spacewatch                              |
| 700229 | 2000 QE258               | 28 novembre 2013  | Mount Lemmon Survey                     |
| 700230 | 2000 QH258               | 31 gennaio 2009   | Spacewatch                              |
| 700231 | 2000 QU258               | 8 febbraio 2011   | Mount Lemmon Survey                     |
| 700232 | 2000 QE259               | 17 agosto 2017    | Pan-STARRS                              |
| 700233 | 2000 QV259               | 30 agosto 2000    | Spacewatch                              |
| 700234 | 2000 QL260               | 29 ottobre 2010   | Mount Lemmon Survey                     |
| 700235 | 2000 QX260               | 9 settembre 2008  | Mount Lemmon Survey                     |
| 700236 | 2000 RD108               | 1 giugno 2003     | M. W. Buie, K. J. Meech                 |
| 700237 | 2000 RM108               | 4 settembre 2000  | Spacewatch                              |
| 700238 | 2000 RR110               | 31 marzo 2003     | Spacewatch                              |
| 700239 | 2000 RS110               | 7 febbraio 2002   | R. Millis, M. W. Buie                   |
| 700240 | 2000 RC111               | 2 luglio 2011     | Mount Lemmon Survey                     |
| 700241 | 2000 RV112               | 30 dicembre 2008  | Mount Lemmon Survey                     |
| 700242 | 2000 SY321               | 28 settembre 2000 | Spacewatch                              |
| 700243 | 2000 SC377               | 13 marzo 2013     | Mount Lemmon Survey                     |
| 700244 | 2000 SW379               | 9 settembre 2004  | Spacewatch                              |
| 700245 | 2000 SX379               | 9 ottobre 2015    | Pan-STARRS                              |
| 700246 | 2000 SB380               | 3 ottobre 2013    | Mount Lemmon Survey                     |
| 700247 | 2000 SQ382               | 8 settembre 2011  | Spacewatch                              |
| 700248 | 2000 SQ383               | 25 ottobre 2014   | Spacewatch                              |
| 700249 | 2000 SO384               | 25 maggio 2003    | Spacewatch                              |
| 700250 | 2000 SE386               | 21 gennaio 2015   | Pan-STARRS                              |
| 700251 | 2000 SQ386               | 26 settembre 2000 | Spacewatch                              |
| 700252 | 2000 TR1                 | 1 ottobre 2000    | LINEAR                                  |
| 700253 | 2000 TO30                | 2 ottobre 2000    | Spacewatch                              |
| 700254 | 2000 TZ76                | 14 agosto 2010    | Spacewatch                              |
| 700255 | 2000 TB77                | 25 settembre 2009 | Spacewatch                              |
| 700256 | 2000 TM77                | 14 ottobre 2004   | Spacewatch                              |
| 700257 | 2000 TN77                | 26 novembre 2013  | Mount Lemmon Survey                     |
| 700258 | 2000 TX77                | 18 ottobre 2011   | Pan-STARRS                              |
| 700259 | 2000 TF79                | 2 ottobre 2000    | Spacewatch                              |
| 700260 | 2000 TL81                | 23 ottobre 2012   | Spacewatch                              |
| 700261 | 2000 TJ82                | 6 ottobre 2000    | Spacewatch                              |
| 700262 | 2000 UG57                | 25 ottobre 2000   | LINEAR                                  |
| 700263 | 2000 UZ87                | 31 ottobre 2000   | LINEAR                                  |
| 700264 | 2000 UP88                | 31 ottobre 2000   | LINEAR                                  |
| 700265 | 2000 WW19                | 23 novembre 2000  | Spacewatch                              |
| 700266 | 2000 WF198               | 22 settembre 2009 | C. Rinner, F. Kugel                     |
| 700267 | 2000 WV198               | 10 settembre 2007 | Mount Lemmon Survey                     |
| 700268 | 2000 WF199               | 6 ottobre 2008    | Mount Lemmon Survey                     |
| 700269 | 2000 WZ200               | 16 febbraio 2012  | Pan-STARRS                              |
| 700270 | 2000 WF201               | 21 dicembre 2012  | Mount Lemmon Survey                     |
| 700271 | 2000 WM201               | 30 novembre 2000  | SDSS Collaboration                      |
| 700272 | 2000 WR201               | 16 luglio 2016    | Pan-STARRS                              |
| 700273 | 2000 WL202               | 9 febbraio 2008   | CSS                                     |
| 700274 | 2000 WH203               | 30 ottobre 2017   | Pan-STARRS                              |
| 700275 | 2000 WQ204               | 25 luglio 2015    | Pan-STARRS                              |
| 700276 | 2000 WJ205               | 11 dicembre 2014  | Mount Lemmon Survey                     |
| 700277 | 2000 XS54                | 22 marzo 2015     | Pan-STARRS                              |
| 700278 | 2000 XK55                | 16 gennaio 2013   | Mount Lemmon Survey                     |
| 700279 | 2000 YZ144               | 21 dicembre 2000  | Bohyunsan Optical Astronomy Observatory |
| 700280 | 2000 YA145               | 27 gennaio 2012   | Mount Lemmon Survey                     |
| 700281 | 2000 YM146               | 19 gennaio 2012   | Pan-STARRS                              |
| 700282 | 2000 YQ146               | 8 febbraio 2008   | Mount Lemmon Survey                     |
| 700283 | 2001 BW83                | 15 settembre 2004 | Spacewatch                              |
| 700284 | 2001 BE84                | 25 gennaio 2014   | Pan-STARRS                              |
| 700285 | 2001 CZ49                | 2 febbraio 2001   | Spacewatch                              |
| 700286 | 2001 DN85                | 23 febbraio 2001  | A. C. Becker, I. dell'Antonio           |
| 700287 | 2001 DW85                | 24 febbraio 2001  | A. C. Becker, I. dell'Antonio           |
| 700288 | 2001 DM113               | 20 febbraio 2001  | SDSS Collaboration                      |
| 700289 | 2001 DR113               | 21 febbraio 2001  | Spacewatch                              |
| 700290 | 2001 DC114               | 1 gennaio 2009    | Spacewatch                              |
| 700291 | 2001 DF114               | 19 gennaio 2012   | Pan-STARRS                              |
| 700292 | 2001 DS114               | 28 marzo 2012     | Mount Lemmon Survey                     |
| 700293 | 2001 DA117               | 12 maggio 2010    | Mount Lemmon Survey                     |
| 700294 | 2001 DL117               | 24 marzo 2012     | Mount Lemmon Survey                     |
| 700295 | 2001 DA118               | 22 agosto 2003    | NEAT                                    |
| 700296 | 2001 DK118               | 27 febbraio 2008  | Mount Lemmon Survey                     |
| 700297 | 2001 DR119               | 8 marzo 2017      | Mount Lemmon Survey                     |
| 700298 | 2001 DX119               | 17 novembre 2014  | Mount Lemmon Survey                     |
| 700299 | 2001 EA28                | 15 marzo 2001     | Spacewatch                              |
| 700300 | 2001 FS203               | 21 marzo 2001     | Kitt Peak Obs.                          |

## 700301–700400
| Nome   | Designazione provvisoria | Data di scoperta  | Scopritore                    |
| ------ | ------------------------ | ----------------- | ----------------------------- |
| 700301 | 2001 FN215               | 18 gennaio 2008   | Mount Lemmon Survey           |
| 700302 | 2001 FV219               | 13 settembre 2005 | Spacewatch                    |
| 700303 | 2001 FM221               | 3 ottobre 2003    | Spacewatch                    |
| 700304 | 2001 FR230               | 12 marzo 2008     | Mount Lemmon Survey           |
| 700305 | 2001 FL235               | 14 ottobre 2007   | Mount Lemmon Survey           |
| 700306 | 2001 FY238               | 10 novembre 2009  | Mount Lemmon Survey           |
| 700307 | 2001 FA242               | 24 aprile 2007    | Mount Lemmon Survey           |
| 700308 | 2001 FQ244               | 24 marzo 2001     | Spacewatch                    |
| 700309 | 2001 FY244               | 12 gennaio 2011   | Mount Lemmon Survey           |
| 700310 | 2001 FB245               | 10 giugno 2011    | Mount Lemmon Survey           |
| 700311 | 2001 FM245               | 13 febbraio 2012  | Pan-STARRS                    |
| 700312 | 2001 FL246               | 2 marzo 2005      | Spacewatch                    |
| 700313 | 2001 FE247               | 18 marzo 2018     | Pan-STARRS                    |
| 700314 | 2001 FG247               | 8 ottobre 2012    | Mount Lemmon Survey           |
| 700315 | 2001 FH247               | 1 novembre 2007   | Spacewatch                    |
| 700316 | 2001 FO247               | 26 febbraio 2012  | Spacewatch                    |
| 700317 | 2001 FW248               | 29 marzo 2001     | Spacewatch                    |
| 700318 | 2001 HE69                | 27 gennaio 2015   | Pan-STARRS                    |
| 700319 | 2001 HH69                | 5 aprile 2014     | Pan-STARRS                    |
| 700320 | 2001 HG70                | 18 settembre 2014 | Pan-STARRS                    |
| 700321 | 2001 HW70                | 23 ottobre 2011   | Mount Lemmon Survey           |
| 700322 | 2001 HY70                | 9 settembre 2015  | Pan-STARRS                    |
| 700323 | 2001 HD71                | 4 settembre 2008  | Spacewatch                    |
| 700324 | 2001 HL71                | 26 aprile 2001    | Spacewatch                    |
| 700325 | 2001 KO80                | 30 gennaio 2006   | Spacewatch                    |
| 700326 | 2001 KA81                | 7 maggio 2010     | Mount Lemmon Survey           |
| 700327 | 2001 KQ81                | 14 febbraio 2013  | Mount Lemmon Survey           |
| 700328 | 2001 KS81                | 1 maggio 2012     | Mount Lemmon Survey           |
| 700329 | 2001 KY81                | 16 marzo 2012     | Spacewatch                    |
| 700330 | 2001 KP84                | 17 giugno 2015    | Pan-STARRS                    |
| 700331 | 2001 KK85                | 20 giugno 2015    | Pan-STARRS                    |
| 700332 | 2001 KQ85                | 13 aprile 2018    | Pan-STARRS                    |
| 700333 | 2001 KN86                | 1 ottobre 2013    | Spacewatch                    |
| 700334 | 2001 KT88                | 13 settembre 2007 | Mount Lemmon Survey           |
| 700335 | 2001 KW88                | 24 marzo 2006     | Mount Lemmon Survey           |
| 700336 | 2001 KA89                | 5 aprile 2011     | Mount Lemmon Survey           |
| 700337 | 2001 KS89                | 22 maggio 2001    | J. L. Elliot, L. H. Wasserman |
| 700338 | 2001 MQ21                | 28 giugno 2001    | NEAT                          |
| 700339 | 2001 MG32                | 23 ottobre 2011   | Mount Lemmon Survey           |
| 700340 | 2001 NM2                 | 13 luglio 2001    | NEAT                          |
| 700341 | 2001 NG23                | 16 settembre 2013 | Mount Lemmon Survey           |
| 700342 | 2001 OE31                | 19 luglio 2001    | NEAT                          |
| 700343 | 2001 OX108               | 19 luglio 2001    | Osservatorio di Mauna Kea     |
| 700344 | 2001 PB15                | 10 agosto 2001    | NEAT                          |
| 700345 | 2001 QZ95                | 23 agosto 2001    | Spacewatch                    |
| 700346 | 2001 QN175               | 22 agosto 2001    | Spacewatch                    |
| 700347 | 2001 QO196               | 22 agosto 2001    | AMOS                          |
| 700348 | 2001 QP210               | 23 agosto 2001    | LONEOS                        |
| 700349 | 2001 QF275               | 18 luglio 2001    | NEAT                          |
| 700350 | 2001 QT302               | 19 agosto 2001    | Cerro Tololo Obs.             |
| 700351 | 2001 QT304               | 20 settembre 2001 | Spacewatch                    |
| 700352 | 2001 QO307               | 19 agosto 2001    | Cerro Tololo Obs.             |
| 700353 | 2001 QY318               | 20 agosto 2001    | Cerro Tololo Obs.             |
| 700354 | 2001 QD336               | 28 marzo 2008     | Mount Lemmon Survey           |
| 700355 | 2001 QJ336               | 19 settembre 2001 | Spacewatch                    |
| 700356 | 2001 QD337               | 14 agosto 2013    | Pan-STARRS                    |
| 700357 | 2001 QL337               | 21 dicembre 2014  | Pan-STARRS                    |
| 700358 | 2001 QM337               | 26 agosto 2012    | Pan-STARRS                    |
| 700359 | 2001 QN337               | 26 febbraio 2016  | Mount Lemmon Survey           |
| 700360 | 2001 RL134               | 26 agosto 2001    | NEAT                          |
| 700361 | 2001 RT150               | 11 settembre 2001 | LONEOS                        |
| 700362 | 2001 RM156               | 26 febbraio 2008  | Mount Lemmon Survey           |
| 700363 | 2001 RN156               | 14 luglio 2013    | Pan-STARRS                    |
| 700364 | 2001 RO156               | 30 marzo 2015     | Pan-STARRS                    |
| 700365 | 2001 RW156               | 17 ottobre 2012   | Pan-STARRS                    |
| 700366 | 2001 RY156               | 30 gennaio 2009   | Mount Lemmon Survey           |
| 700367 | 2001 RG157               | 12 settembre 2001 | L. H. Wasserman, E. L. Ryan   |
| 700368 | 2001 RY157               | 15 settembre 2007 | Spacewatch                    |
| 700369 | 2001 RK158               | 12 settembre 2001 | Spacewatch                    |
| 700370 | 2001 SY84                | 20 settembre 2001 | LINEAR                        |
| 700371 | 2001 SE145               | 16 settembre 2001 | LINEAR                        |
| 700372 | 2001 SM157               | 17 settembre 2001 | LINEAR                        |
| 700373 | 2001 SG171               | 16 settembre 2001 | LINEAR                        |
| 700374 | 2001 SV209               | 19 settembre 2001 | LINEAR                        |
| 700375 | 2001 ST248               | 19 settembre 2001 | LINEAR                        |
| 700376 | 2001 SE320               | 21 settembre 2001 | LINEAR                        |
| 700377 | 2001 SC326               | 17 settembre 2001 | Spacewatch                    |
| 700378 | 2001 SJ355               | 21 settembre 2001 | SDSS Collaboration            |
| 700379 | 2001 SM358               | 16 settembre 2012 | M. Schwartz, P. R. Holvorcem  |
| 700380 | 2001 SB359               | 8 marzo 2008      | Mount Lemmon Survey           |
| 700381 | 2001 SM360               | 20 gennaio 2012   | Pan-STARRS                    |
| 700382 | 2001 SR360               | 10 agosto 2016    | Pan-STARRS                    |
| 700383 | 2001 SN361               | 28 febbraio 2009  | Spacewatch                    |
| 700384 | 2001 SW361               | 14 maggio 2005    | Mount Lemmon Survey           |
| 700385 | 2001 SO362               | 7 marzo 2017      | Pan-STARRS                    |
| 700386 | 2001 SW362               | 26 aprile 2014    | Mount Lemmon Survey           |
| 700387 | 2001 SB365               | 23 settembre 2001 | Spacewatch                    |
| 700388 | 2001 TL84                | 21 settembre 2001 | LINEAR                        |
| 700389 | 2001 TL101               | 10 ottobre 2001   | NEAT                          |
| 700390 | 2001 TS157               | 15 ottobre 2001   | Spacewatch                    |
| 700391 | 2001 TQ233               | 29 settembre 2001 | NEAT                          |
| 700392 | 2001 TS259               | 29 febbraio 2008  | Spacewatch                    |
| 700393 | 2001 TD263               | 10 marzo 2008     | CSS                           |
| 700394 | 2001 TY263               | 5 aprile 2008     | Mount Lemmon Survey           |
| 700395 | 2001 TL264               | 15 marzo 2007     | Spacewatch                    |
| 700396 | 2001 TZ265               | 3 ottobre 2013    | Pan-STARRS                    |
| 700397 | 2001 TG266               | 9 settembre 2007  | Spacewatch                    |
| 700398 | 2001 TR266               | 28 novembre 2013  | Spacewatch                    |
| 700399 | 2001 TT266               | 4 marzo 2016      | Pan-STARRS                    |
| 700400 | 2001 TT267               | 5 aprile 2011     | Spacewatch                    |

## 700401–700500
| Nome   | Designazione provvisoria | Data di scoperta  | Scopritore                   |
| ------ | ------------------------ | ----------------- | ---------------------------- |
| 700401 | 2001 TD268               | 18 ottobre 2007   | Spacewatch                   |
| 700402 | 2001 TB269               | 17 marzo 2015     | Mount Lemmon Survey          |
| 700403 | 2001 UD20                | 16 ottobre 2001   | NEAT                         |
| 700404 | 2001 UA101               | 20 ottobre 2001   | LINEAR                       |
| 700405 | 2001 UQ103               | 20 ottobre 2001   | LINEAR                       |
| 700406 | 2001 UD111               | 21 ottobre 2001   | LINEAR                       |
| 700407 | 2001 UD138               | 18 ottobre 2001   | NEAT                         |
| 700408 | 2001 UO143               | 18 ottobre 2001   | NEAT                         |
| 700409 | 2001 UT198               | 23 ottobre 2001   | Spacewatch                   |
| 700410 | 2001 UZ198               | 23 ottobre 2001   | Spacewatch                   |
| 700411 | 2001 UZ200               | 21 ottobre 2001   | LINEAR                       |
| 700412 | 2001 UJ234               | 23 giugno 2012    | Mount Lemmon Survey          |
| 700413 | 2001 UK234               | 20 dicembre 2009  | Mount Lemmon Survey          |
| 700414 | 2001 UZ234               | 26 marzo 2003     | Spacewatch                   |
| 700415 | 2001 UH235               | 10 marzo 2007     | Mount Lemmon Survey          |
| 700416 | 2001 UK235               | 30 settembre 2005 | Mount Lemmon Survey          |
| 700417 | 2001 UM235               | 30 aprile 2008    | Spacewatch                   |
| 700418 | 2001 VF73                | 12 novembre 2001  | Spacewatch                   |
| 700419 | 2001 VH134               | 29 dicembre 2011  | Mount Lemmon Survey          |
| 700420 | 2001 VX134               | 23 marzo 2003     | Spacewatch                   |
| 700421 | 2001 VF135               | 9 febbraio 2008   | Mount Lemmon Survey          |
| 700422 | 2001 VT135               | 14 novembre 2001  | Spacewatch                   |
| 700423 | 2001 VE136               | 6 aprile 2017     | Pan-STARRS                   |
| 700424 | 2001 VP137               | 12 agosto 2016    | Pan-STARRS                   |
| 700425 | 2001 VS137               | 8 aprile 2008     | Spacewatch                   |
| 700426 | 2001 VV137               | 30 aprile 2016    | Pan-STARRS                   |
| 700427 | 2001 WB51                | 10 novembre 2001  | NEAT                         |
| 700428 | 2001 WV54                | 19 novembre 2001  | LINEAR                       |
| 700429 | 2001 WC60                | 19 novembre 2001  | LINEAR                       |
| 700430 | 2001 WY79                | 20 novembre 2001  | LINEAR                       |
| 700431 | 2001 WE88                | 19 novembre 2001  | LINEAR                       |
| 700432 | 2001 WH97                | 18 novembre 2001  | Spacewatch                   |
| 700433 | 2001 WV103               | 14 agosto 2017    | Pan-STARRS                   |
| 700434 | 2001 WV104               | 10 febbraio 2014  | Mount Lemmon Survey          |
| 700435 | 2001 WX105               | 1 novembre 2007   | Spacewatch                   |
| 700436 | 2001 XG152               | 14 dicembre 2001  | LINEAR                       |
| 700437 | 2001 XT260               | 17 novembre 2001  | Spacewatch                   |
| 700438 | 2001 XT267               | 15 dicembre 2001  | SDSS Collaboration           |
| 700439 | 2001 XL268               | 16 gennaio 2008   | Mount Lemmon Survey          |
| 700440 | 2001 XO268               | 3 novembre 2005   | Spacewatch                   |
| 700441 | 2001 XE269               | 28 novembre 2013  | M. Schwartz, P. R. Holvorcem |
| 700442 | 2001 YW3                 | 18 dicembre 2001  | NEAT                         |
| 700443 | 2001 YG12                | 11 novembre 2001  | Spacewatch                   |
| 700444 | 2001 YR162               | 15 dicembre 2009  | CSS                          |
| 700445 | 2001 YH163               | 10 febbraio 2014  | Mount Lemmon Survey          |
| 700446 | 2001 YK163               | 20 dicembre 2001  | SDSS Collaboration           |
| 700447 | 2001 YX163               | 3 ottobre 2006    | Mount Lemmon Survey          |
| 700448 | 2002 AW211               | 3 ottobre 2013    | Mount Lemmon Survey          |
| 700449 | 2002 AF214               | 27 agosto 2014    | Pan-STARRS                   |
| 700450 | 2002 AP214               | 14 novembre 2007  | Mount Lemmon Survey          |
| 700451 | 2002 AQ214               | 14 gennaio 2002   | NEAT                         |
| 700452 | 2002 CY175               | 8 gennaio 2002    | LINEAR                       |
| 700453 | 2002 CY187               | 20 gennaio 2002   | Spacewatch                   |
| 700454 | 2002 CA212               | 10 febbraio 2002  | LINEAR                       |
| 700455 | 2002 CK264               | 9 febbraio 2002   | Spacewatch                   |
| 700456 | 2002 CE266               | 7 febbraio 2002   | Spacewatch                   |
| 700457 | 2002 CC288               | 9 febbraio 2002   | Spacewatch                   |
| 700458 | 2002 CF306               | 6 febbraio 2002   | R. Millis, M. W. Buie        |
| 700459 | 2002 CB315               | 6 febbraio 2002   | NEAT                         |
| 700460 | 2002 CL318               | 1 febbraio 2012   | Mount Lemmon Survey          |
| 700461 | 2002 CF320               | 17 gennaio 2007   | Spacewatch                   |
| 700462 | 2002 CN324               | 13 febbraio 2002  | Spacewatch                   |
| 700463 | 2002 CV326               | 11 gennaio 2010   | Spacewatch                   |
| 700464 | 2002 CA329               | 14 febbraio 2002  | Spacewatch                   |
| 700465 | 2002 CG329               | 13 febbraio 2002  | SDSS Collaboration           |
| 700466 | 2002 CK329               | 8 febbraio 2002   | R. Millis, M. W. Buie        |
| 700467 | 2002 DV6                 | 20 febbraio 2002  | Spacewatch                   |
| 700468 | 2002 DQ17                | 10 febbraio 2002  | LINEAR                       |
| 700469 | 2002 DF21                | 8 gennaio 2010    | CSS                          |
| 700470 | 2002 DP21                | 16 febbraio 2002  | NEAT                         |
| 700471 | 2002 EC25                | 10 marzo 2002     | Spacewatch                   |
| 700472 | 2002 ET103               | 8 febbraio 2002   | R. Millis, M. W. Buie        |
| 700473 | 2002 EN166               | 29 gennaio 2011   | L. Elenin                    |
| 700474 | 2002 EX166               | 7 novembre 2012   | Spacewatch                   |
| 700475 | 2002 EK168               | 12 maggio 2013    | Pan-STARRS                   |
| 700476 | 2002 EL170               | 29 agosto 2011    | Pan-STARRS                   |
| 700477 | 2002 ET170               | 1 novembre 2011   | Spacewatch                   |
| 700478 | 2002 EU170               | 17 marzo 2018     | Pan-STARRS                   |
| 700479 | 2002 ES171               | 5 marzo 2002      | SDSS Collaboration           |
| 700480 | 2002 EK172               | 16 luglio 2004    | Cerro Tololo Obs.            |
| 700481 | 2002 FC23                | 17 marzo 2002     | Spacewatch                   |
| 700482 | 2002 FK43                | 25 maggio 2015    | Pan-STARRS                   |
| 700483 | 2002 FQ43                | 21 marzo 2002     | Spacewatch                   |
| 700484 | 2002 FS44                | 20 marzo 2002     | Kitt Peak Obs.               |
| 700485 | 2002 GC28                | 6 aprile 2002     | Cerro Tololo Obs.            |
| 700486 | 2002 GL181               | 19 settembre 2014 | Pan-STARRS                   |
| 700487 | 2002 GN190               | 21 dicembre 2008  | CSS                          |
| 700488 | 2002 GB193               | 24 febbraio 2012  | Spacewatch                   |
| 700489 | 2002 GE195               | 13 aprile 2002    | Spacewatch                   |
| 700490 | 2002 GW195               | 19 settembre 2014 | Pan-STARRS                   |
| 700491 | 2002 GB196               | 27 novembre 2013  | Pan-STARRS                   |
| 700492 | 2002 GM197               | 20 settembre 2009 | Mount Lemmon Survey          |
| 700493 | 2002 GU197               | 18 ottobre 2012   | Pan-STARRS                   |
| 700494 | 2002 GD198               | 7 aprile 2002     | Cerro Tololo Obs.            |
| 700495 | 2002 JJ14                | 21 aprile 2002    | NEAT                         |
| 700496 | 2002 JH150               | 23 settembre 2008 | Spacewatch                   |
| 700497 | 2002 JX150               | 20 aprile 2002    | Spacewatch                   |
| 700498 | 2002 JC152               | 3 maggio 2002     | Spacewatch                   |
| 700499 | 2002 JK152               | 19 giugno 2010    | Mount Lemmon Survey          |
| 700500 | 2002 JL152               | 15 settembre 2013 | CSS                          |

## 700501–700600
| Nome   | Designazione provvisoria | Data di scoperta  | Scopritore                              |
| ------ | ------------------------ | ----------------- | --------------------------------------- |
| 700501 | 2002 JL153               | 16 aprile 2013    | Pan-STARRS                              |
| 700502 | 2002 JQ153               | 8 maggio 2002     | Spacewatch                              |
| 700503 | 2002 JB154               | 8 maggio 2002     | Spacewatch                              |
| 700504 | 2002 KP17                | 29 luglio 2011    | SSS                                     |
| 700505 | 2002 KU17                | 18 maggio 2002    | NEAT                                    |
| 700506 | 2002 LZ2                 | 5 giugno 2002     | Spacewatch                              |
| 700507 | 2002 LT63                | 1 dicembre 2008   | Spacewatch                              |
| 700508 | 2002 LJ65                | 10 febbraio 2014  | Mount Lemmon Survey                     |
| 700509 | 2002 LR65                | 4 marzo 2016      | Pan-STARRS                              |
| 700510 | 2002 MM8                 | 23 giugno 2002    | Osservatorio del Roque de los Muchachos |
| 700511 | 2002 NW2                 | 5 luglio 2002     | LINEAR                                  |
| 700512 | 2002 NZ2                 | 5 luglio 2002     | NEAT                                    |
| 700513 | 2002 NL75                | 14 luglio 2009    | Spacewatch                              |
| 700514 | 2002 NH77                | 27 maggio 2009    | Mount Lemmon Survey                     |
| 700515 | 2002 NK77                | 30 gennaio 2011   | Pan-STARRS                              |
| 700516 | 2002 NY78                | 17 giugno 2002    | NEAT                                    |
| 700517 | 2002 NK80                | 6 dicembre 2011   | Pan-STARRS                              |
| 700518 | 2002 NB81                | 23 ottobre 2011   | Mount Lemmon Survey                     |
| 700519 | 2002 NK81                | 14 luglio 2009    | Spacewatch                              |
| 700520 | 2002 NS81                | 16 gennaio 2005   | Osservatorio di Mauna Kea               |
| 700521 | 2002 NY81                | 20 giugno 2013    | Pan-STARRS                              |
| 700522 | 2002 NH83                | 5 settembre 2011  | Pan-STARRS                              |
| 700523 | 2002 NU83                | 19 gennaio 2012   | Pan-STARRS                              |
| 700524 | 2002 NV83                | 1 marzo 2016      | Pan-STARRS                              |
| 700525 | 2002 OW26                | 18 luglio 2002    | LINEAR                                  |
| 700526 | 2002 OZ30                | 21 luglio 2002    | NEAT                                    |
| 700527 | 2002 OW32                | 30 novembre 2008  | CSS                                     |
| 700528 | 2002 OL36                | 6 agosto 2002     | NEAT                                    |
| 700529 | 2002 OC38                | 10 giugno 2011    | Mount Lemmon Survey                     |
| 700530 | 2002 PW5                 | 5 agosto 2002     | NEAT                                    |
| 700531 | 2002 PE17                | 6 agosto 2002     | NEAT                                    |
| 700532 | 2002 PF19                | 6 agosto 2002     | NEAT                                    |
| 700533 | 2002 PH78                | 11 agosto 2002    | NEAT                                    |
| 700534 | 2002 PH87                | 11 agosto 2002    | NEAT                                    |
| 700535 | 2002 PL91                | 3 agosto 2002     | NEAT                                    |
| 700536 | 2002 PM106               | 21 luglio 2002    | NEAT                                    |
| 700537 | 2002 PE112               | 20 luglio 2002    | NEAT                                    |
| 700538 | 2002 PP130               | 26 luglio 2002    | NEAT                                    |
| 700539 | 2002 PB141               | 14 agosto 2002    | K. S. Russell, R. H. McNaught           |
| 700540 | 2002 PP152               | 8 agosto 2002     | NEAT                                    |
| 700541 | 2002 PB154               | 8 agosto 2002     | NEAT                                    |
| 700542 | 2002 PZ154               | 9 agosto 2013     | Spacewatch                              |
| 700543 | 2002 PV160               | 14 luglio 2002    | NEAT                                    |
| 700544 | 2002 PD167               | 8 agosto 2002     | NEAT                                    |
| 700545 | 2002 PN172               | 23 luglio 2002    | NEAT                                    |
| 700546 | 2002 PG182               | 7 agosto 2002     | NEAT                                    |
| 700547 | 2002 PB189               | 24 settembre 2008 | Mount Lemmon Survey                     |
| 700548 | 2002 PF194               | 19 dicembre 2009  | Mount Lemmon Survey                     |
| 700549 | 2002 PY194               | 2 ottobre 2010    | Spacewatch                              |
| 700550 | 2002 PL196               | 26 ottobre 2008   | Mount Lemmon Survey                     |
| 700551 | 2002 PE198               | 15 agosto 2002    | NEAT                                    |
| 700552 | 2002 PO198               | 19 novembre 2007  | Spacewatch                              |
| 700553 | 2002 PM200               | 30 ottobre 2011   | Mount Lemmon Survey                     |
| 700554 | 2002 PS200               | 19 maggio 2010    | Mount Lemmon Survey                     |
| 700555 | 2002 PB201               | 3 ottobre 2006    | Mount Lemmon Survey                     |
| 700556 | 2002 PO203               | 26 agosto 2011    | K. Sárneczky                            |
| 700557 | 2002 PA204               | 18 settembre 2006 | Spacewatch                              |
| 700558 | 2002 PC204               | 7 febbraio 2011   | Mount Lemmon Survey                     |
| 700559 | 2002 PM204               | 5 settembre 2015  | Pan-STARRS                              |
| 700560 | 2002 PN204               | 28 febbraio 2014  | Pan-STARRS                              |
| 700561 | 2002 PZ204               | 30 settembre 2006 | Mount Lemmon Survey                     |
| 700562 | 2002 PQ205               | 29 gennaio 2011   | Spacewatch                              |
| 700563 | 2002 QT10                | 19 agosto 2002    | NEAT                                    |
| 700564 | 2002 QM15                | 17 agosto 2002    | NEAT                                    |
| 700565 | 2002 QJ34                | 29 agosto 2002    | NEAT                                    |
| 700566 | 2002 QZ50                | 27 agosto 2002    | NEAT                                    |
| 700567 | 2002 QQ57                | 18 agosto 2002    | AMOS                                    |
| 700568 | 2002 QY58                | 16 agosto 2002    | NEAT                                    |
| 700569 | 2002 QV62                | 18 agosto 2002    | NEAT                                    |
| 700570 | 2002 QL66                | 8 agosto 2002     | NEAT                                    |
| 700571 | 2002 QD68                | 18 agosto 2002    | NEAT                                    |
| 700572 | 2002 QW71                | 8 agosto 2002     | NEAT                                    |
| 700573 | 2002 QX71                | 8 agosto 2002     | NEAT                                    |
| 700574 | 2002 QV73                | 8 agosto 2002     | NEAT                                    |
| 700575 | 2002 QT77                | 1 marzo 2005      | Spacewatch                              |
| 700576 | 2002 QX81                | 19 settembre 1998 | SDSS Collaboration                      |
| 700577 | 2002 QG84                | 16 agosto 2002    | NEAT                                    |
| 700578 | 2002 QX91                | 9 settembre 2002  | AMOS                                    |
| 700579 | 2002 QG92                | 30 novembre 2003  | Spacewatch                              |
| 700580 | 2002 QV92                | 26 agosto 2002    | NEAT                                    |
| 700581 | 2002 QR93                | 18 agosto 2002    | NEAT                                    |
| 700582 | 2002 QJ94                | 4 settembre 2002  | NEAT                                    |
| 700583 | 2002 QU99                | 19 agosto 2002    | NEAT                                    |
| 700584 | 2002 QO107               | 7 agosto 2002     | NEAT                                    |
| 700585 | 2002 QN108               | 16 agosto 2002    | AMOS                                    |
| 700586 | 2002 QR114               | 21 luglio 2002    | NEAT                                    |
| 700587 | 2002 QL115               | 25 febbraio 2006  | Mount Lemmon Survey                     |
| 700588 | 2002 QA116               | 21 novembre 2003  | Kitt Peak Obs.                          |
| 700589 | 2002 QD117               | 7 agosto 2002     | NEAT                                    |
| 700590 | 2002 QP119               | 1 dicembre 2006   | Mount Lemmon Survey                     |
| 700591 | 2002 QU122               | 4 dicembre 2007   | CSS                                     |
| 700592 | 2002 QU124               | 12 luglio 2002    | NEAT                                    |
| 700593 | 2002 QW125               | 15 ottobre 2007   | Mount Lemmon Survey                     |
| 700594 | 2002 QU129               | 1 gennaio 2008    | Mount Lemmon Survey                     |
| 700595 | 2002 QP130               | 8 agosto 2002     | NEAT                                    |
| 700596 | 2002 QY133               | 8 settembre 2002  | AMOS                                    |
| 700597 | 2002 QZ136               | 16 agosto 2002    | NEAT                                    |
| 700598 | 2002 QL137               | 25 aprile 2007    | Mount Lemmon Survey                     |
| 700599 | 2002 QS138               | 22 luglio 2002    | NEAT                                    |
| 700600 | 2002 QX138               | 25 gennaio 2007   | Spacewatch                              |

## 700601–700700
| Nome   | Designazione provvisoria | Data di scoperta  | Scopritore             |
| ------ | ------------------------ | ----------------- | ---------------------- |
| 700601 | 2002 QQ141               | 27 agosto 2002    | NEAT                   |
| 700602 | 2002 QU141               | 15 settembre 2002 | AMOS                   |
| 700603 | 2002 QE143               | 30 gennaio 2000   | Spacewatch             |
| 700604 | 2002 QH147               | 31 ottobre 2007   | Mount Lemmon Survey    |
| 700605 | 2002 QC148               | 14 aprile 2010    | Mount Lemmon Survey    |
| 700606 | 2002 QG148               | 6 settembre 2008  | Mount Lemmon Survey    |
| 700607 | 2002 QS148               | 13 febbraio 2011  | Mount Lemmon Survey    |
| 700608 | 2002 QA149               | 9 settembre 2008  | Spacewatch             |
| 700609 | 2002 QW149               | 8 ottobre 2008    | Mount Lemmon Survey    |
| 700610 | 2002 QF150               | 17 settembre 2006 | Spacewatch             |
| 700611 | 2002 QB157               | 12 ottobre 2007   | Mount Lemmon Survey    |
| 700612 | 2002 QM157               | 30 agosto 2002    | Spacewatch             |
| 700613 | 2002 QR157               | 9 agosto 2013     | CSS                    |
| 700614 | 2002 QV158               | 26 gennaio 2011   | Spacewatch             |
| 700615 | 2002 QF159               | 8 febbraio 2011   | Mount Lemmon Survey    |
| 700616 | 2002 QH159               | 30 agosto 2002    | Spacewatch             |
| 700617 | 2002 QE160               | 2 settembre 2008  | Spacewatch             |
| 700618 | 2002 QP160               | 29 agosto 2002    | Spacewatch             |
| 700619 | 2002 RJ7                 | 3 settembre 2002  | J. Dellinger           |
| 700620 | 2002 RV10                | 5 settembre 2002  | LINEAR                 |
| 700621 | 2002 RD128               | 12 agosto 2002    | LINEAR                 |
| 700622 | 2002 RO129               | 5 settembre 2002  | LINEAR                 |
| 700623 | 2002 RD143               | 11 settembre 2002 | NEAT                   |
| 700624 | 2002 RO144               | 11 settembre 2002 | NEAT                   |
| 700625 | 2002 RB149               | 3 settembre 2002  | NEAT                   |
| 700626 | 2002 RY149               | 11 settembre 2002 | AMOS                   |
| 700627 | 2002 RR153               | 13 settembre 2002 | NEAT                   |
| 700628 | 2002 RW157               | 11 settembre 2002 | NEAT                   |
| 700629 | 2002 RQ160               | 12 settembre 2002 | NEAT                   |
| 700630 | 2002 RO164               | 12 settembre 2002 | NEAT                   |
| 700631 | 2002 RV165               | 13 settembre 2002 | NEAT                   |
| 700632 | 2002 RP204               | 14 settembre 2002 | NEAT                   |
| 700633 | 2002 RX208               | 14 settembre 2002 | NEAT                   |
| 700634 | 2002 RS232               | 11 settembre 2002 | NEAT                   |
| 700635 | 2002 RY235               | 9 settembre 2002  | NEAT                   |
| 700636 | 2002 RK236               | 12 settembre 2002 | NEAT                   |
| 700637 | 2002 RO239               | 27 agosto 2002    | NEAT                   |
| 700638 | 2002 RP239               | 18 agosto 2002    | NEAT                   |
| 700639 | 2002 RX240               | 27 agosto 2002    | NEAT                   |
| 700640 | 2002 RG253               | 5 ottobre 2002    | SDSS Collaboration     |
| 700641 | 2002 RP253               | 11 settembre 2002 | NEAT                   |
| 700642 | 2002 RC254               | 12 settembre 2002 | NEAT                   |
| 700643 | 2002 RA256               | 4 settembre 2002  | NEAT                   |
| 700644 | 2002 RZ257               | 11 settembre 2002 | NEAT                   |
| 700645 | 2002 RT259               | 26 marzo 2006     | Mount Lemmon Survey    |
| 700646 | 2002 RC261               | 29 dicembre 2003  | Spacewatch             |
| 700647 | 2002 RY262               | 5 settembre 2002  | LONEOS                 |
| 700648 | 2002 RF270               | 16 agosto 2002    | Spacewatch             |
| 700649 | 2002 RD274               | 18 agosto 2002    | NEAT                   |
| 700650 | 2002 RB275               | 18 agosto 2002    | NEAT                   |
| 700651 | 2002 RZ276               | 17 ottobre 2006   | Mount Lemmon Survey    |
| 700652 | 2002 RM279               | 14 settembre 2002 | NEAT                   |
| 700653 | 2002 RR282               | 16 giugno 2006    | Spacewatch             |
| 700654 | 2002 RQ286               | 5 aprile 2008     | Spacewatch             |
| 700655 | 2002 RX288               | 3 febbraio 2009   | Spacewatch             |
| 700656 | 2002 RU290               | 8 gennaio 2010    | Mount Lemmon Survey    |
| 700657 | 2002 RP291               | 28 agosto 2002    | NEAT                   |
| 700658 | 2002 RW292               | 2 novembre 2007   | Spacewatch             |
| 700659 | 2002 RW294               | 30 ottobre 2013   | Pan-STARRS             |
| 700660 | 2002 RX294               | 6 ottobre 2013    | Mount Lemmon Survey    |
| 700661 | 2002 RC296               | 16 luglio 2013    | Pan-STARRS             |
| 700662 | 2002 RH297               | 6 febbraio 2016   | Pan-STARRS             |
| 700663 | 2002 RM298               | 12 novembre 2006  | Mount Lemmon Survey    |
| 700664 | 2002 RS298               | 23 luglio 2015    | Pan-STARRS             |
| 700665 | 2002 RW298               | 23 ottobre 2006   | Mount Lemmon Survey    |
| 700666 | 2002 RX298               | 12 novembre 2013  | Mount Lemmon Survey    |
| 700667 | 2002 RL299               | 4 marzo 2016      | Mount Lemmon Survey    |
| 700668 | 2002 RD300               | 27 novembre 2013  | Pan-STARRS             |
| 700669 | 2002 RN300               | 23 gennaio 2011   | Mount Lemmon Survey    |
| 700670 | 2002 RE301               | 14 settembre 2002 | NEAT                   |
| 700671 | 2002 RR301               | 3 settembre 2002  | NEAT                   |
| 700672 | 2002 SU                  | 23 settembre 2002 | NEAT                   |
| 700673 | 2002 SZ43                | 29 settembre 2002 | Spacewatch             |
| 700674 | 2002 SF72                | 14 settembre 2002 | NEAT                   |
| 700675 | 2002 SL73                | 27 giugno 2006    | SSS                    |
| 700676 | 2002 TQ18                | 2 ottobre 2002    | LINEAR                 |
| 700677 | 2002 TK33                | 2 ottobre 2002    | LINEAR                 |
| 700678 | 2002 TO37                | 2 ottobre 2002    | LINEAR                 |
| 700679 | 2002 TL80                | 1 ottobre 2002    | LONEOS                 |
| 700680 | 2002 TS88                | 3 ottobre 2002    | NEAT                   |
| 700681 | 2002 TC90                | 3 ottobre 2002    | NEAT                   |
| 700682 | 2002 TA99                | 3 ottobre 2002    | LINEAR                 |
| 700683 | 2002 TN104               | 4 ottobre 2002    | LINEAR                 |
| 700684 | 2002 TV152               | 12 agosto 2002    | M. W. Buie, S. D. Kern |
| 700685 | 2002 TR157               | 5 ottobre 2002    | NEAT                   |
| 700686 | 2002 TH163               | 5 ottobre 2002    | NEAT                   |
| 700687 | 2002 TG182               | 16 agosto 2002    | LINEAR                 |
| 700688 | 2002 TY234               | 6 ottobre 2002    | LINEAR                 |
| 700689 | 2002 TJ262               | 10 ottobre 2002   | NEAT                   |
| 700690 | 2002 TJ263               | 3 ottobre 2002    | LINEAR                 |
| 700691 | 2002 TX270               | 15 settembre 2002 | AMOS                   |
| 700692 | 2002 TZ373               | 15 ottobre 2002   | NEAT                   |
| 700693 | 2002 TK380               | 14 settembre 2002 | NEAT                   |
| 700694 | 2002 TU381               | 14 settembre 2002 | NEAT                   |
| 700695 | 2002 TD385               | 5 ottobre 2002    | SDSS Collaboration     |
| 700696 | 2002 TO386               | 6 novembre 2002   | Spacewatch             |
| 700697 | 2002 TJ389               | 30 ottobre 2007   | Spacewatch             |
| 700698 | 2002 TQ389               | 6 ottobre 2013    | Mount Lemmon Survey    |
| 700699 | 2002 TR389               | 3 maggio 2005     | Spacewatch             |
| 700700 | 2002 TS389               | 8 febbraio 2011   | Mount Lemmon Survey    |

## 700701–700800
| Nome   | Designazione provvisoria | Data di scoperta  | Scopritore                              |
| ------ | ------------------------ | ----------------- | --------------------------------------- |
| 700701 | 2002 TY389               | 2 marzo 2011      | Spacewatch                              |
| 700702 | 2002 TC390               | 19 luglio 2006    | NEAT                                    |
| 700703 | 2002 TM391               | 4 settembre 2011  | Pan-STARRS                              |
| 700704 | 2002 TH392               | 29 marzo 2004     | Spacewatch                              |
| 700705 | 2002 TT392               | 18 marzo 2010     | Mount Lemmon Survey                     |
| 700706 | 2002 TU392               | 21 marzo 2017     | Pan-STARRS                              |
| 700707 | 2002 TJ394               | 18 ottobre 2012   | Pan-STARRS                              |
| 700708 | 2002 UC2                 | 24 agosto 2002    | NEAT                                    |
| 700709 | 2002 UE14                | 29 ottobre 2002   | NEAT                                    |
| 700710 | 2002 UH70                | 15 ottobre 2002   | NEAT                                    |
| 700711 | 2002 UL70                | 12 febbraio 2004  | Spacewatch                              |
| 700712 | 2002 UM73                | 9 settembre 2007  | Spacewatch                              |
| 700713 | 2002 UU73                | 29 ottobre 2002   | NEAT                                    |
| 700714 | 2002 UV74                | 2 novembre 2002   | AMOS                                    |
| 700715 | 2002 UM75                | 1 novembre 2002   | AMOS                                    |
| 700716 | 2002 UU75                | 13 marzo 2005     | Spacewatch                              |
| 700717 | 2002 UD76                | 16 marzo 2004     | Spacewatch                              |
| 700718 | 2002 UA79                | 27 novembre 2006  | Mount Lemmon Survey                     |
| 700719 | 2002 UR79                | 1 dicembre 2006   | Mount Lemmon Survey                     |
| 700720 | 2002 UY80                | 16 marzo 2004     | Spacewatch                              |
| 700721 | 2002 UE81                | 29 marzo 2011     | Mount Lemmon Survey                     |
| 700722 | 2002 UJ81                | 24 novembre 2008  | Spacewatch                              |
| 700723 | 2002 UR81                | 23 settembre 2015 | Pan-STARRS                              |
| 700724 | 2002 VS1                 | 2 novembre 2002   | Osservatorio del Roque de los Muchachos |
| 700725 | 2002 VG3                 | 1 novembre 2002   | NEAT                                    |
| 700726 | 2002 VB13                | 4 novembre 2002   | NEAT                                    |
| 700727 | 2002 VW53                | 6 novembre 2002   | LINEAR                                  |
| 700728 | 2002 VX56                | 6 novembre 2002   | G. Hug                                  |
| 700729 | 2002 VG71                | 7 novembre 2002   | LINEAR                                  |
| 700730 | 2002 VZ72                | 5 novembre 2002   | LONEOS                                  |
| 700731 | 2002 VC98                | 11 novembre 2002  | LONEOS                                  |
| 700732 | 2002 VV105               | 12 novembre 2002  | LINEAR                                  |
| 700733 | 2002 VB112               | 13 novembre 2002  | Spacewatch                              |
| 700734 | 2002 VC137               | 5 novembre 2002   | LONEOS                                  |
| 700735 | 2002 VX137               | 1 novembre 2002   | NEAT                                    |
| 700736 | 2002 VV142               | 14 settembre 2007 | Spacewatch                              |
| 700737 | 2002 VU144               | 31 ottobre 2002   | NEAT                                    |
| 700738 | 2002 VP145               | 31 ottobre 2002   | NEAT                                    |
| 700739 | 2002 VB149               | 6 ottobre 2013    | Mount Lemmon Survey                     |
| 700740 | 2002 VC149               | 4 dicembre 2013   | Spacewatch                              |
| 700741 | 2002 VO149               | 8 novembre 2013   | CSS                                     |
| 700742 | 2002 VT149               | 3 luglio 2014     | Pan-STARRS                              |
| 700743 | 2002 VR151               | 2 febbraio 2009   | Mount Lemmon Survey                     |
| 700744 | 2002 VN153               | 2 aprile 2014     | Mount Lemmon Survey                     |
| 700745 | 2002 VX154               | 24 luglio 2015    | R. Holmes                               |
| 700746 | 2002 WM8                 | 24 novembre 2002  | NEAT                                    |
| 700747 | 2002 WX19                | 13 novembre 2002  | NEAT                                    |
| 700748 | 2002 WX23                | 13 novembre 2002  | NEAT                                    |
| 700749 | 2002 WM32                | 27 novembre 2006  | Mount Lemmon Survey                     |
| 700750 | 2002 WS32                | 7 febbraio 2011   | Mount Lemmon Survey                     |
| 700751 | 2002 WX32                | 19 novembre 2008  | Mount Lemmon Survey                     |
| 700752 | 2002 WB33                | 12 marzo 2016     | Pan-STARRS                              |
| 700753 | 2002 XF3                 | 1 dicembre 2002   | LINEAR                                  |
| 700754 | 2002 XS118               | 14 dicembre 2006  | Spacewatch                              |
| 700755 | 2002 XD122               | 15 febbraio 2013  | Pan-STARRS                              |
| 700756 | 2002 XZ123               | 10 ottobre 2007   | Spacewatch                              |
| 700757 | 2002 XA124               | 1 ottobre 2011    | R. Holmes                               |
| 700758 | 2002 XD124               | 22 marzo 2015     | Mount Lemmon Survey                     |
| 700759 | 2002 XR124               | 5 settembre 2008  | Spacewatch                              |
| 700760 | 2002 XV124               | 5 dicembre 2002   | Spacewatch                              |
| 700761 | 2002 YU7                 | 30 dicembre 2002  | Y.-B. Jeon, H. Lee                      |
| 700762 | 2002 YZ36                | 15 novembre 2010  | Spacewatch                              |
| 700763 | 2003 AO85                | 10 gennaio 2003   | LINEAR                                  |
| 700764 | 2003 BY39                | 27 gennaio 2003   | Spacewatch                              |
| 700765 | 2003 BT45                | 29 gennaio 2003   | AMOS                                    |
| 700766 | 2003 BD96                | 26 agosto 2012    | Spacewatch                              |
| 700767 | 2003 BA97                | 11 aprile 2013    | Mount Lemmon Survey                     |
| 700768 | 2003 BS97                | 14 febbraio 2013  | Pan-STARRS                              |
| 700769 | 2003 BT97                | 25 maggio 2011    | Spacewatch                              |
| 700770 | 2003 BB98                | 24 agosto 2008    | Spacewatch                              |
| 700771 | 2003 BL98                | 26 dicembre 2014  | Pan-STARRS                              |
| 700772 | 2003 BY98                | 21 agosto 2015    | Pan-STARRS                              |
| 700773 | 2003 BM99                | 26 settembre 2012 | Mount Lemmon Survey                     |
| 700774 | 2003 BV99                | 5 febbraio 2009   | Spacewatch                              |
| 700775 | 2003 BD100               | 10 aprile 2016    | Pan-STARRS                              |
| 700776 | 2003 BN100               | 6 dicembre 2013   | Pan-STARRS                              |
| 700777 | 2003 BF101               | 23 ottobre 2015   | Mount Lemmon Survey                     |
| 700778 | 2003 BC102               | 31 agosto 2017    | Mount Lemmon Survey                     |
| 700779 | 2003 CG22                | 7 febbraio 2003   | C. Barbieri                             |
| 700780 | 2003 CX22                | 7 febbraio 2003   | C. Barbieri                             |
| 700781 | 2003 EJ51                | 11 marzo 2003     | NEAT                                    |
| 700782 | 2003 EP63                | 11 marzo 2003     | Spacewatch                              |
| 700783 | 2003 EX63                | 8 marzo 2003      | LONEOS                                  |
| 700784 | 2003 EF64                | 7 marzo 2013      | Mount Lemmon Survey                     |
| 700785 | 2003 EL64                | 11 marzo 2003     | NEAT                                    |
| 700786 | 2003 EK65                | 14 settembre 2014 | Spacewatch                              |
| 700787 | 2003 FP122               | 31 marzo 2003     | Cerro Tololo Obs.                       |
| 700788 | 2003 FP135               | 16 aprile 2007    | CSS                                     |
| 700789 | 2003 FW137               | 17 marzo 2017     | Pan-STARRS                              |
| 700790 | 2003 FE141               | 31 marzo 2003     | Spacewatch                              |
| 700791 | 2003 FN141               | 23 marzo 2003     | Spacewatch                              |
| 700792 | 2003 FZ141               | 23 marzo 2003     | Spacewatch                              |
| 700793 | 2003 GB48                | 9 aprile 2003     | NEAT                                    |
| 700794 | 2003 GC60                | 27 aprile 2012    | Pan-STARRS                              |
| 700795 | 2003 GA64                | 20 novembre 2016  | Mount Lemmon Survey                     |
| 700796 | 2003 GY64                | 12 agosto 2013    | Pan-STARRS                              |
| 700797 | 2003 GC65                | 24 maggio 2014    | Pan-STARRS                              |
| 700798 | 2003 GJ66                | 1 aprile 2003     | M. W. Buie, A. B. Jordan                |
| 700799 | 2003 GL67                | 1 aprile 2003     | SDSS Collaboration                      |
| 700800 | 2003 HG18                | 17 marzo 2015     | Mount Lemmon Survey                     |

## 700801–700900
| Nome               | Designazione provvisoria | Data di scoperta  | Scopritore              |
| ------------------ | ------------------------ | ----------------- | ----------------------- |
| 700801             | 2003 HM60                | 23 settembre 2015 | Pan-STARRS              |
| 700802             | 2003 HK63                | 30 giugno 2015    | Pan-STARRS              |
| 700803             | 2003 HK64                | 10 settembre 2008 | Spacewatch              |
| 700804             | 2003 HP64                | 20 marzo 2007     | Mount Lemmon Survey     |
| 700805             | 2003 HE65                | 14 luglio 2016    | Mount Lemmon Survey     |
| 700806             | 2003 JH16                | 6 maggio 2003     | Spacewatch              |
| 700807             | 2003 JB19                | 16 settembre 2013 | CSS                     |
| 700808             | 2003 JX19                | 25 novembre 2006  | Mount Lemmon Survey     |
| 700809             | 2003 KP14                | 25 maggio 2003    | Spacewatch              |
| 700810             | 2003 KM25                | 16 maggio 2013    | Mount Lemmon Survey     |
| 700811             | 2003 KB38                | 5 febbraio 2011   | Mount Lemmon Survey     |
| 700812             | 2003 KN38                | 22 maggio 2003    | Spacewatch              |
| 700813             | 2003 KY39                | 1 ottobre 2014    | Spacewatch              |
| 700814             | 2003 LG10                | 7 dicembre 2014   | Pan-STARRS              |
| 700815             | 2003 NB14                | 5 settembre 2008  | Spacewatch              |
| 700816             | 2003 NX14                | 9 luglio 2003     | Spacewatch              |
| 700817             | 2003 OG17                | 29 luglio 2003    | CINEOS                  |
| 700818 Pauldelaney | 2003 OE34                | 20 dicembre 2004  | David D. Balam          |
| 700819             | 2003 OA35                | 24 luglio 2003    | NEAT                    |
| 700820             | 2003 OD35                | 10 settembre 2016 | Mount Lemmon Survey     |
| 700821             | 2003 OL35                | 28 ottobre 2016   | Pan-STARRS              |
| 700822             | 2003 OU35                | 25 luglio 2003    | NEAT                    |
| 700823             | 2003 PU4                 | 2 agosto 2003     | AMOS                    |
| 700824             | 2003 PN13                | 4 agosto 2003     | Spacewatch              |
| 700825             | 2003 PP13                | 1 ottobre 2009    | Mount Lemmon Survey     |
| 700826             | 2003 QX                  | 4 agosto 2003     | LINEAR                  |
| 700827             | 2003 QL16                | 20 agosto 2003    | CINEOS                  |
| 700828             | 2003 QM50                | 22 agosto 2003    | NEAT                    |
| 700829             | 2003 QO96                | 28 agosto 2003    | NEAT                    |
| 700830             | 2003 QQ97                | 30 agosto 2003    | Spacewatch              |
| 700831             | 2003 QL120               | 22 agosto 2003    | NEAT                    |
| 700832             | 2003 QU120               | 22 agosto 2003    | NEAT                    |
| 700833             | 2003 QL121               | 7 ottobre 2010    | Spacewatch              |
| 700834             | 2003 QP123               | 30 agosto 2014    | Spacewatch              |
| 700835             | 2003 RK7                 | 5 settembre 2003  | CINEOS                  |
| 700836             | 2003 RF25                | 15 settembre 2003 | NEAT                    |
| 700837             | 2003 RN28                | 3 aprile 2016     | Pan-STARRS              |
| 700838             | 2003 SZ8                 | 17 settembre 2003 | Spacewatch              |
| 700839             | 2003 SO9                 | 17 settembre 2003 | Spacewatch              |
| 700840             | 2003 SZ24                | 17 settembre 2003 | Spacewatch              |
| 700841             | 2003 SK42                | 18 settembre 2003 | Spacewatch              |
| 700842             | 2003 SO71                | 17 settembre 2003 | NEAT                    |
| 700843             | 2003 SZ74                | 18 settembre 2003 | Spacewatch              |
| 700844             | 2003 SN89                | 18 settembre 2003 | NEAT                    |
| 700845             | 2003 SE92                | 18 settembre 2003 | Spacewatch              |
| 700846             | 2003 SX96                | 19 settembre 2003 | Spacewatch              |
| 700847             | 2003 SZ97                | 19 settembre 2003 | NEAT                    |
| 700848             | 2003 SG109               | 20 settembre 2003 | Spacewatch              |
| 700849             | 2003 ST114               | 16 settembre 2003 | Spacewatch              |
| 700850             | 2003 SA129               | 20 settembre 2003 | K. Sárneczky, B. Sipőcz |
| 700851             | 2003 SX132               | 19 settembre 2003 | Spacewatch              |
| 700852             | 2003 SH166               | 4 settembre 2003  | Spacewatch              |
| 700853             | 2003 SA194               | 20 settembre 2003 | NEAT                    |
| 700854             | 2003 SO216               | 20 settembre 2003 | LONEOS                  |
| 700855             | 2003 SD234               | 25 settembre 2003 | NEAT                    |
| 700856             | 2003 SL239               | 27 settembre 2003 | Spacewatch              |
| 700857             | 2003 SO241               | 27 settembre 2003 | Spacewatch              |
| 700858             | 2003 SJ242               | 22 settembre 2003 | Spacewatch              |
| 700859             | 2003 SH243               | 28 settembre 2003 | Spacewatch              |
| 700860             | 2003 ST243               | 28 settembre 2003 | Spacewatch              |
| 700861             | 2003 SH255               | 27 settembre 2003 | Spacewatch              |
| 700862             | 2003 SP260               | 27 settembre 2003 | Spacewatch              |
| 700863             | 2003 SO267               | 29 settembre 2003 | Spacewatch              |
| 700864             | 2003 SH274               | 30 settembre 2003 | Spacewatch              |
| 700865             | 2003 SJ287               | 29 settembre 2003 | Spacewatch              |
| 700866             | 2003 SS300               | 18 settembre 2003 | Spacewatch              |
| 700867             | 2003 SJ324               | 17 settembre 2003 | Spacewatch              |
| 700868             | 2003 SX324               | 17 settembre 2003 | NEAT                    |
| 700869             | 2003 SK326               | 18 settembre 2003 | Spacewatch              |
| 700870             | 2003 SN335               | 16 ottobre 2003   | NEAT                    |
| 700871             | 2003 SG337               | 30 settembre 2003 | Spacewatch              |
| 700872             | 2003 SV344               | 18 settembre 2003 | Spacewatch              |
| 700873             | 2003 SC346               | 18 settembre 2003 | Spacewatch              |
| 700874             | 2003 SV346               | 18 settembre 2003 | Spacewatch              |
| 700875             | 2003 SU358               | 25 agosto 2003    | Cerro Tololo Obs.       |
| 700876             | 2003 SY361               | 22 settembre 2003 | Spacewatch              |
| 700877             | 2003 SB364               | 26 settembre 2003 | SDSS Collaboration      |
| 700878             | 2003 SD366               | 17 settembre 2003 | Spacewatch              |
| 700879             | 2003 SV366               | 26 settembre 2003 | SDSS Collaboration      |
| 700880             | 2003 SL372               | 29 settembre 2003 | Spacewatch              |
| 700881             | 2003 SL375               | 26 settembre 2003 | SDSS Collaboration      |
| 700882             | 2003 SY377               | 28 settembre 2003 | Spacewatch              |
| 700883             | 2003 SM379               | 3 dicembre 2004   | Spacewatch              |
| 700884             | 2003 SL380               | 26 settembre 2003 | SDSS Collaboration      |
| 700885             | 2003 ST381               | 26 settembre 2003 | SDSS Collaboration      |
| 700886             | 2003 SW382               | 30 settembre 2003 | Spacewatch              |
| 700887             | 2003 SW391               | 26 settembre 2003 | SDSS Collaboration      |
| 700888             | 2003 SZ392               | 26 settembre 2003 | SDSS Collaboration      |
| 700889             | 2003 SK395               | 26 settembre 2003 | SDSS Collaboration      |
| 700890             | 2003 SJ398               | 26 settembre 2003 | SDSS Collaboration      |
| 700891             | 2003 SO400               | 26 settembre 2003 | SDSS Collaboration      |
| 700892             | 2003 SN402               | 26 settembre 2003 | SDSS Collaboration      |
| 700893             | 2003 SN407               | 27 settembre 2003 | SDSS Collaboration      |
| 700894             | 2003 SV407               | 27 settembre 2003 | SDSS Collaboration      |
| 700895             | 2003 SE409               | 28 settembre 2003 | Spacewatch              |
| 700896             | 2003 SC414               | 29 settembre 2003 | Spacewatch              |
| 700897             | 2003 SD414               | 29 settembre 2003 | Spacewatch              |
| 700898             | 2003 SG416               | 2 ottobre 2003    | Spacewatch              |
| 700899             | 2003 SP418               | 4 marzo 2005      | Mount Lemmon Survey     |
| 700900             | 2003 SV425               | 4 giugno 2006     | Mount Lemmon Survey     |

## 700901–701000
| Nome   | Designazione provvisoria | Data di scoperta  | Scopritore           |
| ------ | ------------------------ | ----------------- | -------------------- |
| 700901 | 2003 SN431               | 21 settembre 2003 | Spacewatch           |
| 700902 | 2003 SR432               | 19 settembre 2003 | Spacewatch           |
| 700903 | 2003 ST435               | 24 settembre 2003 | NEAT                 |
| 700904 | 2003 SW437               | 9 luglio 2013     | Pan-STARRS           |
| 700905 | 2003 SJ439               | 12 ottobre 2010   | Spacewatch           |
| 700906 | 2003 SL439               | 22 settembre 2003 | Spacewatch           |
| 700907 | 2003 SU439               | 22 aprile 2013    | Mount Lemmon Survey  |
| 700908 | 2003 SO441               | 24 ottobre 2008   | Spacewatch           |
| 700909 | 2003 SW441               | 14 settembre 2014 | Mount Lemmon Survey  |
| 700910 | 2003 SY441               | 13 aprile 2012    | Mount Lemmon Survey  |
| 700911 | 2003 SA442               | 30 settembre 2003 | Spacewatch           |
| 700912 | 2003 SD442               | 29 settembre 2003 | Spacewatch           |
| 700913 | 2003 SJ443               | 22 settembre 2003 | Spacewatch           |
| 700914 | 2003 SB444               | 6 settembre 2008  | Mount Lemmon Survey  |
| 700915 | 2003 SG444               | 30 marzo 2012     | Spacewatch           |
| 700916 | 2003 SJ444               | 19 giugno 2007    | Spacewatch           |
| 700917 | 2003 SL445               | 29 giugno 2014    | Pan-STARRS           |
| 700918 | 2003 SC446               | 28 agosto 2014    | Pan-STARRS           |
| 700919 | 2003 SG446               | 7 gennaio 2006    | Spacewatch           |
| 700920 | 2003 SS446               | 1 ottobre 2013    | Mount Lemmon Survey  |
| 700921 | 2003 SM448               | 2 settembre 2014  | Pan-STARRS           |
| 700922 | 2003 SZ449               | 16 settembre 2003 | Spacewatch           |
| 700923 | 2003 SB450               | 8 febbraio 2011   | Mount Lemmon Survey  |
| 700924 | 2003 SD450               | 19 settembre 2003 | Spacewatch           |
| 700925 | 2003 SZ450               | 25 febbraio 2006  | Mount Lemmon Survey  |
| 700926 | 2003 SB451               | 27 settembre 2003 | Spacewatch           |
| 700927 | 2003 SU451               | 30 settembre 2003 | Spacewatch           |
| 700928 | 2003 SL452               | 28 settembre 2003 | Spacewatch           |
| 700929 | 2003 SU452               | 7 febbraio 2011   | Mount Lemmon Survey  |
| 700930 | 2003 SB453               | 13 maggio 2018    | Mount Lemmon Survey  |
| 700931 | 2003 SP453               | 2 marzo 2006      | Spacewatch           |
| 700932 | 2003 SR453               | 22 ottobre 2014   | Spacewatch           |
| 700933 | 2003 SY453               | 8 ottobre 2012    | R. Holmes            |
| 700934 | 2003 SO454               | 28 settembre 2003 | Spacewatch           |
| 700935 | 2003 SA455               | 29 settembre 2003 | Spacewatch           |
| 700936 | 2003 SD455               | 9 agosto 2007     | Spacewatch           |
| 700937 | 2003 SE456               | 13 giugno 2018    | Pan-STARRS 2         |
| 700938 | 2003 SG457               | 17 settembre 2003 | Spacewatch           |
| 700939 | 2003 SP457               | 11 marzo 1996     | Spacewatch           |
| 700940 | 2003 SX457               | 17 novembre 2009  | Mount Lemmon Survey  |
| 700941 | 2003 SD458               | 14 febbraio 2012  | Pan-STARRS           |
| 700942 | 2003 SW458               | 27 maggio 2014    | Mount Lemmon Survey  |
| 700943 | 2003 SG459               | 19 settembre 2003 | Spacewatch           |
| 700944 | 2003 SX459               | 4 gennaio 2016    | Pan-STARRS           |
| 700945 | 2003 SA460               | 8 marzo 2005      | Mount Lemmon Survey  |
| 700946 | 2003 SF461               | 9 novembre 2009   | Mount Lemmon Survey  |
| 700947 | 2003 SX463               | 14 ottobre 2007   | Spacewatch           |
| 700948 | 2003 SS464               | 17 settembre 2003 | Spacewatch           |
| 700949 | 2003 SL466               | 19 settembre 2003 | Spacewatch           |
| 700950 | 2003 SC467               | 27 settembre 2003 | Spacewatch           |
| 700951 | 2003 SM474               | 30 settembre 2003 | Spacewatch           |
| 700952 | 2003 SJ475               | 22 settembre 2003 | Spacewatch           |
| 700953 | 2003 SS476               | 18 settembre 2003 | Spacewatch           |
| 700954 | 2003 TT3                 | 1 ottobre 2003    | Spacewatch           |
| 700955 | 2003 TF8                 | 1 ottobre 2003    | Spacewatch           |
| 700956 | 2003 TB27                | 20 settembre 2003 | Spacewatch           |
| 700957 | 2003 TV27                | 1 ottobre 2003    | Spacewatch           |
| 700958 | 2003 TN48                | 21 settembre 2003 | H. Mikuž, S. Matičič |
| 700959 | 2003 TW48                | 3 ottobre 2003    | Spacewatch           |
| 700960 | 2003 TE51                | 5 ottobre 2003    | Spacewatch           |
| 700961 | 2003 TD52                | 5 ottobre 2003    | Spacewatch           |
| 700962 | 2003 TZ53                | 5 ottobre 2003    | Spacewatch           |
| 700963 | 2003 TN56                | 5 ottobre 2003    | Spacewatch           |
| 700964 | 2003 TY60                | 13 dicembre 2010  | Mount Lemmon Survey  |
| 700965 | 2003 TQ62                | 14 gennaio 2011   | Mount Lemmon Survey  |
| 700966 | 2003 TX62                | 3 ottobre 2003    | Spacewatch           |
| 700967 | 2003 TY63                | 10 agosto 2016    | Pan-STARRS           |
| 700968 | 2003 TV64                | 1 ottobre 2003    | Spacewatch           |
| 700969 | 2003 TF66                | 1 ottobre 2003    | Spacewatch           |
| 700970 | 2003 UQ10                | 19 ottobre 2003   | NEAT                 |
| 700971 | 2003 UT20                | 20 ottobre 1995   | Spacewatch           |
| 700972 | 2003 UC51                | 29 settembre 2003 | LONEOS               |
| 700973 | 2003 UQ51                | 18 ottobre 2003   | NEAT                 |
| 700974 | 2003 UT58                | 27 settembre 2003 | LINEAR               |
| 700975 | 2003 UN68                | 18 settembre 2003 | Spacewatch           |
| 700976 | 2003 UC88                | 28 settembre 2003 | Spacewatch           |
| 700977 | 2003 UM105               | 29 settembre 2003 | Spacewatch           |
| 700978 | 2003 UZ115               | 21 ottobre 2003   | NEAT                 |
| 700979 | 2003 UA131               | 19 ottobre 2003   | NEAT                 |
| 700980 | 2003 UJ139               | 16 ottobre 2003   | NEAT                 |
| 700981 | 2003 US167               | 22 ottobre 2003   | Spacewatch           |
| 700982 | 2003 UF191               | 23 ottobre 2003   | Spacewatch           |
| 700983 | 2003 UD198               | 21 ottobre 2003   | Spacewatch           |
| 700984 | 2003 UM234               | 19 ottobre 2003   | Spacewatch           |
| 700985 | 2003 UT238               | 17 ottobre 2003   | LONEOS               |
| 700986 | 2003 UW239               | 28 settembre 2003 | LINEAR               |
| 700987 | 2003 UM251               | 25 ottobre 2003   | Spacewatch           |
| 700988 | 2003 UO258               | 28 settembre 2003 | Spacewatch           |
| 700989 | 2003 UN279               | 3 ottobre 2003    | Spacewatch           |
| 700990 | 2003 UU289               | 19 ottobre 2003   | Spacewatch           |
| 700991 | 2003 UE299               | 22 settembre 2003 | Spacewatch           |
| 700992 | 2003 UB301               | 17 ottobre 2003   | Spacewatch           |
| 700993 | 2003 UU301               | 17 ottobre 2003   | Spacewatch           |
| 700994 | 2003 UE302               | 21 settembre 2003 | Spacewatch           |
| 700995 | 2003 UW304               | 18 ottobre 2003   | Spacewatch           |
| 700996 | 2003 UT323               | 27 settembre 2003 | Spacewatch           |
| 700997 | 2003 UK330               | 17 ottobre 2003   | Spacewatch           |
| 700998 | 2003 UA331               | 18 ottobre 2003   | SDSS Collaboration   |
| 700999 | 2003 UQ336               | 16 settembre 2003 | Spacewatch           |
| 701000 | 2003 UW337               | 18 ottobre 2003   | SDSS Collaboration   |